# Gossia aneityensis
Gossia aneityensis là một loài thực vật có hoa trong Họ Đào kim nương. Loài này được (Guillaumin) N.Snow mô tả khoa học đầu tiên năm 2005.